# Nyköpings FK
Nyköpings Frisksportklubb (Nyköpings FK) är en förening från Nyköping, Sverige. Den är mest känd för sin volleybollverksamhet.
Föreningen grundades 1955 (dock hade det funnits en föregångare 1937-1943 vars medel föreningen övertog). Damlaget har spelat tio säsonger i Elitserien medan herrlaget har spelat en säsong i Elitserien Varken dam- eller herrlag spelar 2022 på elitnivå.